# Maryam

De naam Maryam bint Irmraan in het Arabisch.

Maryam (van Arabisch مريم) is in de Koran de moeder van Isa. In het christendom is zij bekend als Maria, de moeder van Jezus. De islamitische theologie stelt evenals in het christendom dat Maryam nog maagd was.
In de Koran wordt in twee soeras het verhaal van Maryam verteld: Soera Het Geslacht van Imraan 35-47 en Soera Maria 16-34, maar minder gedetailleerd dan in het Nieuwe Testament. Wel is het opmerkelijk dat het de enige vrouwennaam is die in de Koran genoemd wordt, zelfs vaker dan in de Bijbel. Verder zijn er slechts 8 soera's vernoemd naar een persoon, namelijk : Soera Jozef, Soera Jona, Soera Aali Imraan, Soera Hud, Soera Noach, Soera Abraham, Soera Mohammed en Soera Loeqman waarmee Maria een belangrijke status verwerft.
Volgens de Koran heette de vader van Maryam, Imraan, maar de naam van haar moeder, de vrouw van Imraan, wordt niet genoemd. Daarnaast wordt Maryam in de Koran door het joodse volk, "zuster van Harun" genoemd (uit het geslacht van Aäron), wiens vader volgens de Tenach Amram (Arabisch: Imraan) is.
De Arabische naam Imraan wordt binnen de islam opgevat als een vertaling van de Hebreeuwse naam Amram. Hoewel de laatste letter van de namen niet gelijk is, is dit te verklaren, doordat binnen de fonologie zowel de 'm' als de 'n' een neusklank zijn. De gedekte klinkers van het Arabisch leveren doorgaans verschillen op in de transcriptie.
Door deze gelijkstelling van namen wordt ook de persoon Imraan gelijkgesteld aan de persoon Amram, die in de Thora en het Oude Testament te boek staat als de vader van Mirjam, Mozes en Aäron.
De identificatie "Imraan is Amram" kan worden ondersteund met de overweging dat Maryam en Mirjam in het Arabisch dezelfde naam is. Daarnaast wordt Maryam in de Koran ook "zuster van Harun (Aäron)" genoemd, wat overeenkomt met het gegeven dat Aäron de broer van Mirjam was. Tegen deze identificatie pleit dat Maria en Mirjam ongeveer 1500 jaar na elkaar leefden, zodat Imraan niet tegelijk de natuurlijke vader van Maryam en de vader van Mirjam kan zijn. Sommige niet-moslims beweren over arabisten dat zij tot de "conclusie" zijn gekomen dat de Koran kennelijk verbanden legt die historisch gesproken niet 'kloppen', maar gaan ervan uit dat het in de Koran niet om het geven van informatie is te doen, maar om het overbrengen van een boodschap. Echter dit laatste is nimmer door de moslims op deze wijze aangegeven.
Om deze tegenstrijdigheid op te lossen is wel geopperd dat de uitdrukking "zuster van Aäron" overdrachtelijk zou moeten worden opgevat (denk aan: Jezus "de zoon van David"). In deze opvatting wordt beweerd dat Imraan de vader van Aäron is en dus identiek met Amram, maar wordt een historische verwantschap bedoeld met Maria, niet een directe.
De overeenkomst tussen Imraan, Maryam en Harun enerzijds en Amram, Mirjam en Aäron anderzijds wordt wel aangegrepen om proberen te bewijzen dat de Koran fouten bevat, zoals in dit geval een anachronisme.
Verder maakt de Koran duidelijk dat haar vader Imraan vóór de geboorte van Maria was overleden en dat de profeet Zacharias haar in bescherming nam en grootbracht.